# Уфкир, Аюб
Аю́б Уфки́р (нидерл. Ayoub Oufkir; род. 4 января 2006, Роттердам, Южная Голландия) — нидерландский футболист, вингер клуба «Спарта».

## Клубная карьера
Уфкир — воспитанник клуба «Спарта». В 2023 году игрок дебютировал за дублирующий состав. 17 августа 2024 года в матче против «Твенте» он дебютировал в Эредивизи.

## Международная карьера
В 2025 году в составе юношеской сборной Нидерландов Уфкир принял участие в юношеском чемпионате Европы в Румынии.

## Достижения
Сборная Нидерландов (до 19)
- Чемпион Европы (до 19 лет): 2025